# Paul Boulet

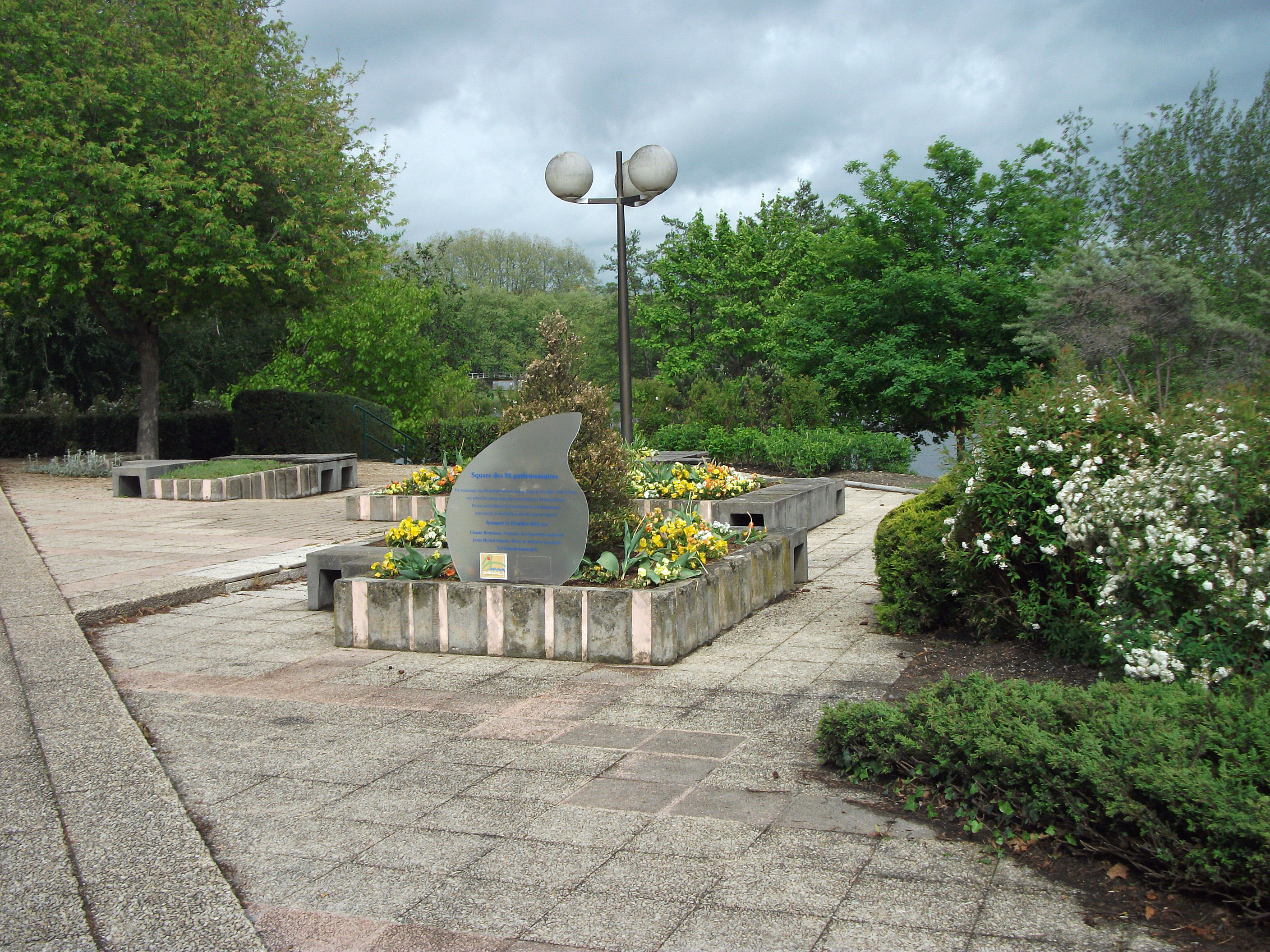
Platz der 80 Parlamentarier in Bellerive-sur-Allier

Paul Boulet (* 8. September 1894 in Marseille; † 27. Juli 1982 in Montpellier) war ein französischer Politiker der Dritten und Vierten Republik. Er gehörte zu den „quatre-vingts“ (achtzig), die 1940 gegen die erweiterten Vollmachten für Marschall Pétain stimmten.

## Leben
Paul Boulet, der väterlicherseits aus der Bretagne und mütterlicherseits aus den Ardennen stammte, besuchte die Gymnasien in Béziers und Montpellier. Nach dem Abitur fühlte er sich nicht von der militärischen Laufbahn angezogen, die sein Vater eingeschlagen hatte. Er schrieb sich an der medizinischen Fakultät in Montpellier ein. Als Medizinstudent wurde er während des Ersten Weltkriegs eingezogen und diente als Krankenträger. Nachdem er 1916 im Kampf verwundet wurde, geriet er in Gefangenschaft und kehrte erst 1919 nach Frankreich zurück.
Während des Krieges lernte er Abbé Basch, ein ehemaliges Mitglied des Sillon, kennen, der ihn für den Sozialkatholizismus sensibilisierte. Im Jahr 1919 wurde er Präsident der Association catholique de la jeunesse française (Katholische Vereinigung der französischen Jugend, ACJF) und nahm gleichzeitig sein Studium wieder auf, das ihn zur Agrégation de médecine führte, die er 1926 erhielt. Später wurde er Professor an der medizinischen Fakultät von Montpellier. Nach seinem Rücktritt als Vorsitzender des ACJF im Jahr 1929 trat er kaum noch in der Öffentlichkeit auf und widmete sich seinen beruflichen Tätigkeiten, beteiligte sich aber an der Gründung eines antifaschistischen Wachsamkeitskomitees in Montpellier.
1934 initiierte er die Gründung einer Ortsgruppe der Ligue de la jeune République und wurde im Jahr darauf auf einer Liste der Union de la gauche (Linke Union) zum Bürgermeister von Montpellier gewählt (1935–1937). Im Anschluss daran wurde er Generalrat des Kantons Saint-Martin-de-Londres. Im Jahr 1936 wurde er Abgeordneter (Ligue de la jeune République) des Departements Hérault, wobei er im zweiten Wahlgang von den Parteien der Volksfront unterstützt wurde.
Obwohl er sich bei Kriegsausbruch freiwillig meldete und als Arzt eingesetzt wurde, konnte er an der Sitzung teilnehmen, in der am 10. Juli 1940 über die von Philippe Pétain beantragten Vollmachten debattiert wurde und gehörte zu den 80 Parlamentariern, die dagegen stimmten.
Paul Boulet war während der Besatzung kein aktives Mitglied der Résistance, unterstützte aber weder die deutschen Besatzer noch die Kollaborateure. Er beteiligte sich an der Wiederbelebung der Jeune Republique, war Mitglied des Vorstands des Mouvement de libération nationale (Bewegung für die nationale Befreiung) und saß ab dem 7. November 1944 in der Assemblée consultative provisoire (Provisorische beratende Versammlung).
Er wurde 1945 und 1947 zum Bürgermeister von Montpellier und 1945 zum Generalrat in seinem Kanton gewählt. Im Oktober 1945 führte er die der Liste Jeune République für die Wahl zur ersten verfassungsgebenden Versammlung an, wurde aber nicht gewählt. Im folgenden Jahr schloss er sich der von Paul Coste-Floret angeführten Liste des Mouvement républicain populaire (MRP) an und wurde gewählt. Einige Monate später wurde er erneut gewählt, und zwar für die erste Legislaturperiode der Nationalversammlung.
In der Versammlung fungierte er als stellvertretender Vorsitzender des Familienausschusses und berichtete über den Entwurf eines Übereinkommens zur Gründung der WHO. Außerdem versuchte er 1947 vergeblich, eine allgemeine Amnestie und die Abschaffung der Todesstrafe durchzusetzen. Seine pazifistische Ablehnung des Nordatlantikpakts führte 1950 zu seinem Ausschluss aus der MRP. Im Jahr darauf trat er bei den Kantonalwahlen nicht mehr an und führte erfolglos eine unabhängige linke Liste für die Parlamentswahlen an. 1953 verlor er das Bürgermeisteramt von Montpellier und saß bis 1965 als oppositioneller Vertreter im Stadtrat.
Während dieser Zeit engagierte er sich in den Kämpfen der pazifistischen Linken: Er war gegen die deutsche Wiederbewaffnung, die Europäische Verteidigungsgemeinschaft und später gegen den Vietnamkrieg.
Bei den Parlamentswahlen 1956 kandidierte er erneut, doch seine Liste erhielt nur knapp 3 % der Stimmen. Als er 1958 gegen die Rückkehr von General de Gaulle war, versuchte er im Jahr darauf, das Bürgermeisteramt von Montpellier und seinen Kanton Saint-Martin-de-Londres zurückzuerobern, jedoch ohne Erfolg.
Nach 1965 zog er sich aus dem politischen Leben zurück, bekundete aber weiterhin seine linken Ansichten. 1977 unterstützte er Georges Frêche, der das Bürgermeisteramt an der Spitze einer Liste der Linksunion gewann.

## Ehrungen
Paul Boulet wurde als Offizier der Ehrenlegion ausgezeichnet. und trug das Croix de guerre sowohl für seinen Einsatz im Ersten als auch im Zweiten Weltkrieg.